# Зародышевые листки

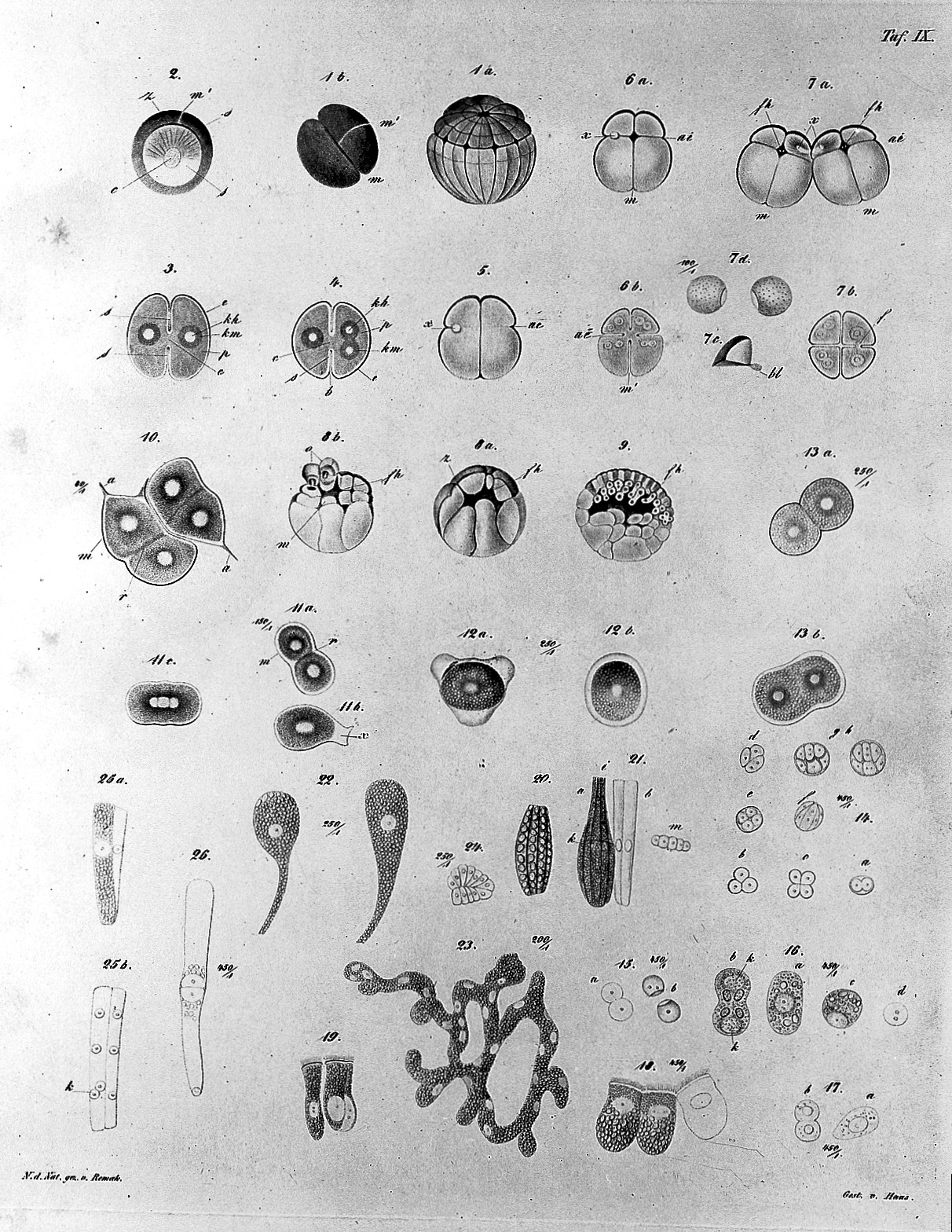
Дробление яйцеклетки позвоночного (Роберт Ремак, 1855 год)

Зародышевые листки (зародышевые пласты, лат. folia embryonalia) — слои тела зародыша многоклеточных животных, образующиеся в процессе гаструляции и дающие начало разным органам и тканям. Учение о зародышевых листках, одно из основных обобщений в эмбриологии, сыграло большую роль в истории биологии.
Образование зародышевых листков — первый признак дифференцировки зародыша. У большинства организмов образуется три зародышевых листка: наружный — эктодерма, внутренний — энтодерма и средний — мезодерма.
У всех животных из одного и того же зародышевого листка получаются гомологичные органы. Большинство органов взрослого животного включает ткани, берущие начало от двух или всех трёх зародышевых листков. Отсюда следует очень важный вывод: у всех животных основные системы органов имеют общее происхождение и их можно сравнивать. Например, центральная нервная система имеет общее происхождение в том смысле, что в эволюции она происходит из подкожного нервного сплетения, похожего на нервную сеть гидры, а в онтогенезе — из наружного зародышевого листка.

## Зародышевые листки

### Энтодерма
Самый внутренний слой клеток — энтодерма — дает начало внутренним органам, в частности, пищеварительной системе. Производные энтодермы выполняют в основном функции питания и дыхания.

### Мезодерма
Из среднего слоя — мезодермы — формируются в основном следующие органы: мышцы, выстилка вторичной полости тела, органы кровеносной, выделительной и половой систем, у позвоночных и иглокожих — внутренний скелет.

### Эктодерма
Из самого наружного слоя клеток — эктодермы — образуются покровные ткани и нервная система. Производные эктодермы выполняют в основном покровную и чувствительную функции.

## История изучения (Теория зародышевых листков)
Первым, кто обратил внимание на возникновение органов из зародышевых листков, или пластов, был Каспар Фридрих Вольф (1759). Изучая развитие цыпленка, он показал, что из «неорганизованной, бесструктурной» массы яйца возникают зародышевые листки, дающие затем начало отдельным органам. К. Ф. Вольф различал нервный и кишечный листки, из которых развиваются соответствующие органы. Впоследствии Христиан Иванович Пандер (1817), последователь К. Ф. Вольфа, также описал наличие у куриного эмбриона зародышевых листков. Карл Эрнст фон Бэр (1828) обнаружил наличие зародышевых листков и у других животных, в связи с чем распространил понятие о зародышевых листках на всех позвоночных. Так, К. М. Бэр различал первичные зародышевые листки, называя их анимальным и вегетативным, из которых впоследствии, в процессе эмбрионального развития, возникают вторичные зародышевые листки, дающие начало определённым органам.
В 2000 году канадский эмбриолог Брайан Холл предложил считать нервный гребень отдельным — четвёртым — зародышевым листком. Эта трактовка быстро распространилась в научной литературе.
Описание зародышевых листков значительно облегчило изучение особенностей эмбрионального развития организмов и дало возможность установить филогенетические связи между животными, казалось, весьма отдаленными в систематическом отношении. Это было блестяще продемонстрировано Александром Онуфриевичем Ковалевским (1865, 1871), который по праву считается основателем современной теории зародышевых листков. А. О. Ковалевский на основании широких сравнительно-эмбриологических сопоставлений показал, что двухслойную стадию развития проходят почти все многоклеточные организмы. Он доказал сходство зародышевых листков у различных животных не только по происхождению, но и по производным зародышевых листков.
Таким образом, теория зародышевых листков является крупнейшим морфологическим обобщением за всю историю эмбриологии. Благодаря ей возникло новое направление в эмбриологии, а именно эволюционная эмбриология, которая показала, что зародышевые листки, имеющиеся у подавляющего большинства животных, являются одним из свидетельств общности происхождения и единства всего животного мира.

## Развитие зародышевых листков

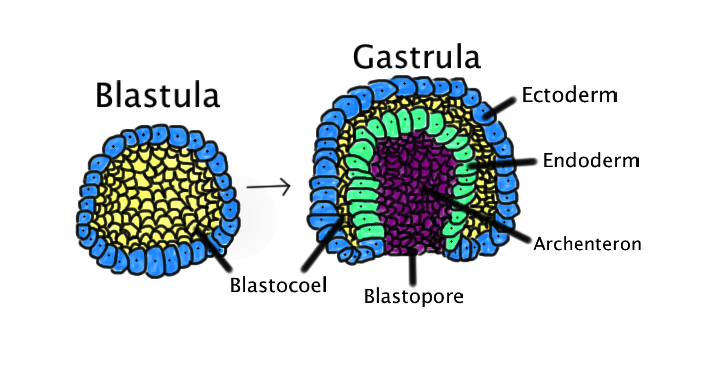
Гаструляция. Бластула и гаструла. Эктодерма — голубой, энтодерма — зелёный, бластоцель — жёлтый, первичная кишка — фиолетовый

Эмбриональный период включает в себя следующие этапы развития:
1. Дробление — образование однослойного зародыша — бластулы;
2. Гаструляция — образование двухслойного зародыша — гаструлы;
3. Нейруляция (гисто- и органогенез) — образование зародыша с осевыми органами — нейрулы.

После оплодотворения яйцеклетка последовательно делится на 2, 4, 8, а затем — на 16 клеток и т. д. Этот период клеточных делений называется дроблением и завершается образованием бластулы — полого шарика из одного слоя клеток, окружающих центральную полость — бластоцель.
Следующий этап развития называется гаструляцией. Клетки бластулы продолжают делиться, распределяясь при этом по трем слоям, из которых в дальнейшем образуются все ткани и органы; эти слои, или зародышевые листки, носят названия эктодермы, энтодермы и мезодермы. Гаструляция завершается образованием гаструлы. Клетки гаструлы начинают дифференцироваться, то есть становятся различными как по биохимическому составу, так и по структуре. У морского ежа, например, некоторые клетки начинают выделять частицы карбоната кальция (извести), которые впоследствии входят в состав его скелета.
Вслед за гаструляцией происходит нейруляция, то есть начинается закладка нервной системы. Нервная трубка развивается из парных складок, которые образуются на спинной стороне зародыша, а затем углубляются и смыкаются. Процесс нейруляции у человека длится 10—13 дней.